# Fakahina
Fakahina és un atol de les Tuamotu, a la Polinèsia Francesa. Administrativament és una comuna associada a la comuna de Fangatau. Està situat al centre i a l'est de l'arxipèlag, a 75 km a l'est de Fangatau.

## Geografia
La superfície total és de 8 km², amb una llacuna interior sense cap pas a l'oceà. La vila principal és Tarione, i la població total era de 140 habitants al cens del 2002.

## Història
Antigament era un lloc utilitzat per fer sacrificis humans. L'atol va ser descobert per Otto von Kotzebue, el 26 de febrer del 1824, que el va anomenar amb el nom del seu vaixell Predpriatié. També s'ha conegut com a Prince de Joinville i Fangahina.